# Paddy Chayefsky
Paddy Chayefsky, właśc. Sidney Aaron Chayefsky (ur. 29 stycznia 1923 w Nowym Jorku, zm. 1 sierpnia 1981 tamże) – amerykański scenarzysta filmowy i telewizyjny, pisarz, dramaturg.

## Życiorys
Chayefsky urodził się na Bronksie w rodzinie rosyjskich Żydów. W czasie II wojny światowej służył w armii amerykańskiej, został odznaczony Purpurowym Sercem. Pisać zaczął w latach 40. XX wieku, pierwszym jego wielkim sukcesem była sztuka telewizyjna Marty wyprodukowana w 1953 i dwa lata później przeniesiona na duży ekran. Film zdobył cztery Oscary, jednego z nich otrzymał Chayefsky (za najlepszy scenariusz adaptowany).
Chayefsky był jednym z najbardziej utalentowanych scenarzystów swoich czasów. Jeszcze dwukrotnie odbierał Nagrodę Akademii Filmowej, za scenariusze do filmów: Szpital (1972) i Sieć (1977). Zmarł na raka w wieku 58 lat.

## Wybrana filmografia
- 1951: Goodyear Television Playhouse
- 1955: Marty
- 1957: Wieczór kawalerski
- 1958: Bogini
- 1969: Pomaluj swój wóz
- 1971: Szpital
- 1976: Sieć
- 1980: Odmienne stany świadomości

## Nagrody i nominacje
| Rok  | Nagroda                               | Kategoria                                      | Za                            | Wynik     |
| ---- | ------------------------------------- | ---------------------------------------------- | ----------------------------- | --------- |
| 1977 | Nagroda Akademii Filmowej             | Najlepszy scenariusz oryginalny                | Sieć                          | Wygrana   |
| 1972 | Nagroda Akademii Filmowej             | Najlepszy scenariusz oryginalny                | Szpital                       | Wygrana   |
| 1959 | Nagroda Akademii Filmowej             | Najlepszy scenariusz oryginalny                | Bogini                        | Nominacja |
| 1956 | Nagroda Akademii Filmowej             | Najlepszy scenariusz adaptowany                | Marty                         | Wygrana   |
| 1977 | Złoty Glob                            | Najlepszy scenariusz                           | Sieć                          | Wygrana   |
| 1972 | Złoty Glob                            | Najlepszy scenariusz                           | Szpital                       | Wygrana   |
| 1978 | Nagroda Brytyjskiej Akademii Filmowej | Najlepszy scenariusz                           | Sieć                          | Nominacja |
| 1973 | Nagroda Brytyjskiej Akademii Filmowej | Najlepszy scenariusz                           | Szpital                       | Wygrana   |
| 1984 | Nagroda Emmy                          | Honoree Hall of Fame                           |                               | Wygrana   |
| 1956 | Nagroda Emmy                          | Scenariusz miniserialu lub filmu telewizyjnego | Goodyear Television Playhouse | Nominacja |
| 1955 | Nagroda Emmy                          | Najlepszy scenariusz w serialu dramatycznym    | Goodyear Television Playhouse | Nominacja |